# Mirosław Sośnicki
Mirosław Wojciech Sośnicki (ur. 13 stycznia 1953 w Giżycku) – polski pisarz, dziennikarz i polityk, poseł na Sejm I kadencji.

## Życiorys
Po ukończeniu liceum ogólnokształcącego w Świdnicy w latach 70. zajmował się fotografią, współpracował też z Tomkiem Tryzną. W 1980 związał się z „Solidarnością”. Był wydawcą i redaktorem naczelnym tygodnika „Niezależne Słowo” wydawanego w województwie wałbrzyskim.
W stanie wojennym został internowany na okres od 13 grudnia 1981 do 25 marca 1982. Po zwolnieniu publikował w prasie niezależnej. W latach 80. w podziemiu wydał sztukę Umieralnia nr 8, napisał też powieść Podejrzany, porucznik, śmierć oraz kilka sztuk teatralnych. W 1989 stanął na czele Komitetu Obywatelskiego w regionie wałbrzyskim.
Był też redaktorem naczelnym tygodnika „Wiadomości Świdnickie” oraz wydawcą i redaktorem naczelnym tygodnika „Kurier Wałbrzyski”. Z listy Kongresu Liberalno-Demokratycznego został wybrany na posła I kadencji. Po porażce w następnych wyborach wycofał się z polityki, zajął się prowadzeniem działalności gospodarczej i organizacją turniejów szachowych w Polanicy-Zdroju (memoriały Akiby Rubinsteina) i Świdnicy. Pełnił funkcję redaktora naczelnego miesięcznika „Przegląd Szachowy”.
Po śmierci syna Michała, utalentowanego szachisty, w 2000 zajął się ponownie działalnością pisarską, wydając w 2004 i 2005 powieści Wzgórze Pana Boga (wydanie w jęz. włoskim Il sogno di Michał, 2011) i Astrachówka.
W 2007 w przedterminowych wyborach parlamentarnych bez powodzenia kandydował do parlamentu z listy Platformy Obywatelskiej. Później ukazały się jego kolejne powieści pt. Miłość, tylko miłość (2009) oraz Modżiburki dwa (2011). W 2014 zajął się tworzeniem własnej formy łączenia zdjęć i prozy, określonej jako obrazo-książki, których powstało ponad 20.

## Wybrane publikacje
- Wzgórze Pana Boga, Wydawnictwo MTM, Jugowice 2004, ISBN 83-920077-0-0.
- Astrachowka, Wydawnictwo MTM, Jugowice 2005, ISBN 83-920077-1-9.
- Modżiburki dwa, Wydawnictwo MTM, Jugowice 2009, ISBN 978-83-920077-9-1.
- Miłość, tylko miłość, Wydawnictwo MTM, Jugowice 2011, ISBN 978-83-61810-04-9.
- Życie przed przecinkiem, Wydawnictwo MTM, Jugowice 2019, ISBN 978-83-61810-12-4.
- Sprzedawca snów, Wydawnictwo MTM, Jugowice 2025, ISBN 978-83-61810-13-1.